# Hepsetus odoe
Hepsetus odoe är en fiskart som först beskrevs av Bloch, 1794.  Hepsetus odoe ingår i släktet Hepsetus och familjen Hepsetidae. IUCN kategoriserar arten globalt som livskraftig. Inga underarter finns listade i Catalogue of Life.